# Pixar Play Parade
Pixar Play Parade est une ancienne parade diurne présentée à Disney California Adventure et à Disney's Hollywood Studios sous le nom Pixar Pals: Countdown To Fun!. Elle a été annoncée comme remplaçant de Mickey's Soundsational Parade à Disneyland à partir d'avril 2018. La parade a pour thème les longs métrages Pixar tels que Monstres et Cie, Les Indestructibles et Toy Story.

## Disney California Adventure
Pixar Play Parade a été présenté à Disney California Adventure du 14 mars 2008 au 20 août 2017. 
Les différents chars de cette parade étaient équipés de petits jets d'eau permettant d'arroser les spectateurs (cet effet a été introduit pour la première fois sur une parade en 1993 pour Aladdin's Royal Caravan à Disneyland). La musique utilisée pour la parade est dérivée de celle de la parade Mickey's WaterWorks de Hong Kong Disneyland.
En raison de chantiers dans le parc et de certains événements saisonniers comme le Food and Wine Festival, la parade a parfois été interrompue sur de longues périodes. Elle a temporairement été remplacée par le spectacle interactif Pixar Pals qui ne présentait que des personnages de Monstres et Cie et des Indestructibles. 

### Composition de la parade
- Unité Monstres Academy : Un groupe de Pom-pom girl de l'Académie des Monstres et des élèves comme Scott Squibbles, Art, et Terri et Terry Perry, mènent le défilé. Jacques Sullivan est installé sur un vélo tirant un grand tambour. Une petite figure animée de Bob Razowski, portant la casquette de son académie, est assise sur le dos du char, invitant les téléspectateurs du défilé à chanter. Ensuite, quelques membres du CDA suivent.
- Unité des Indestructibles : Le char des Indestructibles comporte une réplique de l'Omnidroïde de Syndrome dont deux des tentacules sont animées par des marionnettistes, en jetant de l'eau sur le public. Jack-Jack, le bébé de la famille, est assis sur le monstre et tire de temps en temps des flammes de la tête. Violette, prise dans un champ de force est également présente. M. Indestructible, Elastigirl, et Frozone précèdent le char sur des "hovercrafts" individuels.
- Unité Ratatouille (2008-2010) : Les chefs cuisiniers sur échasses précèdent un grand char sur le thème de la nourriture. Rémy se tient dans un tiroir, à l'avant du fameux livre de cuisine du chef Auguste Gusteau, tandis que d'autres rats, y compris Émile, le frère de Rémy, dansent et saluent les spectateurs. Cette unité a été retirée en raison de l'installation des câbles du Red Car Trolley Electric.
- Unité Le Monde de Nemo : Des marionnettes de Nemo, Marin, Dory et Squiz mènent cette partie du défilé, avec des morceaux de corail surdimensionnés et une grande marionnette de Crush sur le char accompagné de bébés tortues qui jettent de l'eau.
- Unité de 1 001 Pattes : Le plus long char du défilé, il comprend Tilt et Atta sur une balançoire, ainsi que deux grandes balançoires dans la partie arrière du char pouvant pivoter à 360 degrés. Heimlich conduit l'ensemble. Fil prend l'arrière du char en dansant et en jouant avec un plus petit insecte et saluant les invités.
- Unité Toy Story : L'unité finale comprend cinq parties distinctes: la première partie consiste en une figurine faite de Tinkertoy (en), suivie par un petit groupe de soldats verts. La deuxième présente des petits aliens armés de pistolets à eau. Le troisième char dispose d'un grand globe transparent dans lequel sont projetés des balles rebondissantes. Le tout est surmonté d'une fusée à l'intérieur de laquelle salue Buzz l'Éclair. M. Patate et la bergère le suivent. La section finale, présente Bayonne à l'avant. Le char met en scène Rex (sculpté par Nick Petronzio) debout sur une grande balle Pixar, tenant entre ses dents une longue barre qui sert de poutre aux gymnastes pour se balancer. Woody et Jessie sont également présents et équipés de pistolets à eau. Zig Zag à l'arrière de ce char semble le pousser.
- Unité de Cars : Flash McQueen et Martin la dépanneuse ont parfois ouvert et fermé la marche.

## Disney's Hollywood Studios
En janvier 2011, un défilé similaire appelé Pixar Pals: Countdown To Fun! fait ses débuts à Disney's Hollywood Studios. Cette parade réutilise des chars de Block Party Bash et utilise le même thème. Ce défilé a été retiré en avril 2013, laissant les studios Disney de Hollywood sans aucune parade principale en dehors de la Cérémonie d'accueil royale de La Reine des neiges qui a eu lieu pendant les étés 2014 et 2015.

### Composition de la parade
- Unité des Indestructibles : Elastigirl, et Frozone dansent parmi un grand nombre d'artistes. M. Indestructible est seul sur le char.
- Unité de 1 001 Pattes : Tilt et Atta dansent devant le char. Heimlich est présent sur le char, coincé dans un saxophone géant. Il est accompagné de Gypsy le papillon et de Fil.
- Unité Ratatouille : Rémy est seul sur un char aux couleurs du film.
- Unité Monstres et Cie : Reprise du char utilisé dans la parade Block Party Bash avec Bob et Sully, Bouu et d'autres monstres.
- Unité Là-haut : Russell et Doug, accompagnés de danseurs précèdent le char sur lequel salue Carl Fredricksen.
- Unité Toy Story : Jessie et Pile poil dansent ensemble, suivis d'un petit groupe de danseuses. Un grand char composé de nombreux jouets les suit, on y découvre Woody, Buzz l'Éclair et l'ours Lotso.

## Disneyland
Le 15 juillet 2017, lors de la D23 Expo, il a été officiellement annoncé que la parade Pixar Play passerait de Disney California Adventure à Disneyland dans le cadre de l'événement Pixar Fest. Le 5 décembre 2017, l'ajout de nouveaux chars pour Luxo Jr., Vice-versa et Là-haut a été confirmé. La parade a débuté le 13 avril 2018.